# Новомілове
Новомілове (рос. Новомеловое) — село в Горшеченському районі Курської області Російської Федерації.
Населення становить 790 осіб. Входить до складу муніципального утворення Новомеловська сільрада.

## Історія
Населений пункт розташований на території українського етнічного та культурного краю Східна Слобожанщина.
Від 2004 року входить до складу муніципального утворення Новомеловська сільрада.

## Населення
| 2002 | 2010 |
| ---- | ---- |
| 947  | ↘790 |